# Fiat Corso Dante
L'usine Fiat Corso Dante fut la première usine importante du constructeur automobile italien Fiat. 
Une partie des anciens bâtiments, construits en 1899, a été partiellement démolie. La partie conservée et restaurée abrite actuellement le Centre historique Fiat et les Archives historiques Fiat.

## Histoire

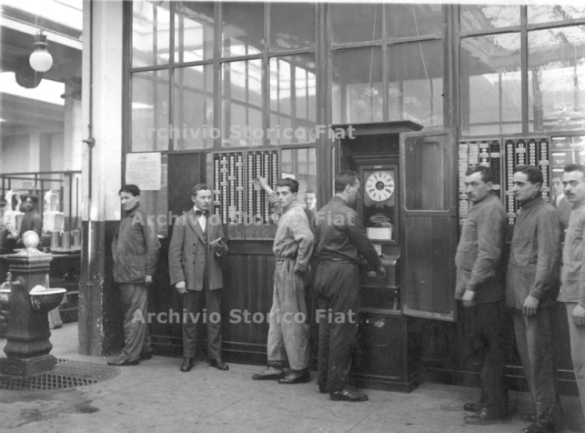
Fiat Corso Dante, 1916

L'usine a été inaugurée le 19 mars 1900 et est restée opérationnelle jusqu'en 1922, date de l'ouverture de l'imposante usine du Lingotto sur 5 étages avec la piste d'essais sur le toit.
Cette usine située à la limite du Parc del Valentino occupait un terrain de 9 100 m2 quasiment en pleine ville. Le projet est dû au talent de l'ingénieur Enrico Marchesi, directeur général de la société. Il était prévu une immense salle de machines-outils les plus modernes et technologiquement à l’avant-garde.
Le jour de son inauguration, il comptait déjà 120 ouvriers sur autant de machines, six ans plus tard, ils étaient 1 500. Durant cette période, la production passa de 24 à 1 150 voitures, toutes livrées à des ateliers de carrosserie indépendants situés aux alentours de la ville de Turin.
En 1912, l'usine produit la première Fiat Zero, la première automobile fabriquée en série avec 2 000 exemplaires produits dans l'année. En 1913, Fiat assure la moitié de la production nationale italienne de véhicules à moteur. À cette époque, la production doit faire face à une très forte demande de matériel militaire de guerre. L'usine est alors rapidement agrandie par deux corps de bâtiments avec l'intégration de bâtiments voisins. La surface utile est triplée mais toujours insuffisante pour permettre aux 10 000 ouvriers de travailler dans de bonnes conditions. Malgré les efforts de rationalisation du travail et l'organisation en plusieurs postes décalés, au plus fort de l'effort de guerre,  avec 18 000 ouvriers, la direction de Fiat décide le 2 juin 1915, de construire une nouvelle usine. 
En 1922, tout l'outillage est transféré dans la nouvelle usine du Lingotto.

## Production
Les modèles de voitures particulières produites dans l'usine de Corso Dante :

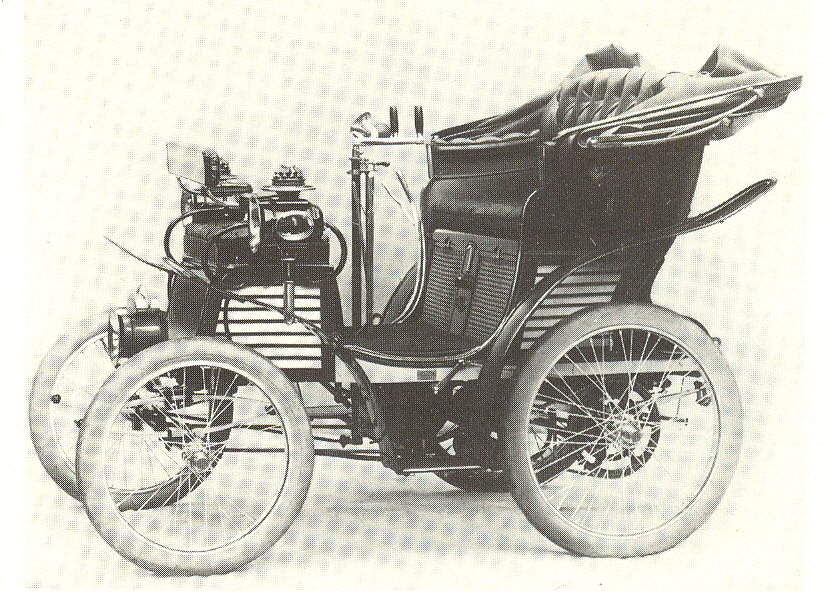
Fiat 3½ HP de 1899

- 1899 Fiat 3½ HP 1re automobile F.I.A.T.,
- 1900 Fiat 6 HP
- 1901 Fiat 8 HP
- 1901 Fiat 10 HP
- 1901 Fiat 12 HP
- 1902 Fiat 24-32 HP
- 1903 Fiat 16-20 HP
- 1903 Fiat 16-24 HP
- 1904 Fiat 60 HP
- 1905 Fiat 16 HP
- 1905 Fiat Brevetti
- 1906 Fiat 24-40 HP
- 1907 Fiat 28-40 HP
- 1908 Fiat 18-24 HP
- 1908 Fiat 50 HP
- 1908 Fiat 35-45 HP
- 1908 Fiat 20-30 HP
- 1908 Fiat Tipo 1 (12-15 HP)
- 1909 Fiat Brevetti tipo 2
- 1910 Fiat Tipo 2 (15-20 HP)
- 1910 Fiat Tipo 3 (20-30 HP)
- 1910 Fiat Tipo 4 (30-45 HP)
- 1910 Fiat Tipo 5 (50-60 HP)
- 1910 Fiat Tipo 6 (50-60 HP)
- 1912 Fiat Zero(12-15 HP)
- 1912 Fiat 2B (15-20 HP)
- 1912 Fiat 3A
- 1915 Fiat 70
- 1919 Fiat 501
- 1919 Fiat 505
- 1919 Fiat 510
- 1920 Fiat 1T Taxi
- 1921 Fiat 520 Super Fiat